# Susie Q (lied)
Susie Q is een nummer van de Amerikaanse muzikant Dale Hawkins. Hij bracht het nummer in 1957 uit als zijn debuutsingle. In 1968 nam Creedence Clearwater Revival het onder de titel Suzie Q op voor hun naar zichzelf vernoemde debuutalbum. Op 15 juni van dat jaar brachten zij het nummer uit als de tweede single van het album.

## Achtergrond
"Susie Q" is geschreven door Dale Hawkins en zijn bandlid Robert Chaisson. Toen het nummer werd uitgebracht, werden er twee schrijvers aan het nummer toegevoegd zodat zij royalty's konden ontvangen: Stan Lewis, eigenaar van Jewel/Paula Records wiens dochter Susan de inspiratie vormde voor het nummer, en Eleanor Broadwater, de vrouw van radio-dj Gene Nobles.
Hawkins nam "Susie Q" op bij het radiostation KWKH in Shreveport, Louisiana. Het nummer werd opgenomen aan het eind van een periode waarin rockabilly een populair muziekgenre was. Het nummer bevat gitaarspel van James Burton, die later zou werken met Ricky Nelson en Elvis Presley. Het nummer werd in mei 1957 uitgebracht op single door Checker Records en bereikte de zevende en 27e plaats in respectievelijk de rhythm-and-blueslijst en de Billboard Hot 100. De versie van Hawkins is opgenomen in de lijst "500 Songs That Shaped Rock and Roll" van de Rock and Roll Hall of Fame.
"Susie Q" is gecoverd door een aantal artiesten. Een ietwat kortere versie werd in 1964 uitgebracht door The Rolling Stones op hun tweede album in de Verenigde Staten, 12 x 5, en eveneens in 1965 op hun tweede album in het Verenigd Koninkrijk, The Rolling Stones No. 2. In 1970 werd het ook uitgebracht door José Feliciano, die er een kleine hit mee scoorde. De bekendste versie is echter uitgebracht door Creedence Clearwater Revival, die het onder de titel "Suzie Q" opnamen voor hun debuutalbum. Het is de enige grote hit voor de band die niet is geschreven door zanger en gitarist John Fogerty. Het was tevens hun eerste hit die in thuisland de Verenigde Staten de Billboard Hot 100 haalde, met een 11e positie als hoogste notering. De albumversie van het nummer duurt 8:37 minuten, maar is voor de singleversie opgesplitst in twee delen die samen de A- en de B-kant van de single vulde. De gehele B-kant bestaat uit een jamsessie die volgt op de gitaarsolo, waar de A-kant mee eindigt. 
In Nederland werd de plaat destijds veel gedraaid op Radio Veronica en de publieke popzender Hilversum 3, echter werden zowel de Nederlandse Top 40 als de Parool Top 20 niet bereikt.
In België bereikte de plaat de 27e positie in de Vlaamse Ultratop 50.
John Fogerty vertelde in een interview met het tijdschrift Rolling Stone in 1993 dat de band het nummer opnam om gedraaid te worden op het funk-progressieve rock-radiostation KMPX in San Francisco, wat tevens de reden was dat het nummer werd verlengd tot meer dan acht minuten.

## Hitnoteringen

### NPO Radio 2 Top 2000
| Nummer met noteringen in de NPO Radio 2 Top 2000 | '99 | '00 | '01 | '02 | '03 | '04 | '05 | '06 | '07 | '08 | '09 | '10 | '11 | '12 | '13 | '14 | '15 | '16 | '17 | '18 | '19 | '20 | '21 | '22 | '23  | '24  |
| ------------------------------------------------ | --- | --- | --- | --- | --- | --- | --- | --- | --- | --- | --- | --- | --- | --- | --- | --- | --- | --- | --- | --- | --- | --- | --- | --- | ---- | ---- |
| Suzie Q                                          | 459 | -   | 307 | 337 | 276 | 186 | 258 | 294 | 319 | 263 | 325 | 313 | 408 | 528 | 524 | 741 | 746 | 709 | 720 | 799 | 959 | 922 | 924 | 994 | 1163 | 1015 |

1. ↑  Een '-' betekent dat het nummer niet was genoteerd en een vetgedrukt getal geeft de hoogste notering aan.

### Evergreen Top 1000
| Evergreen Top 1000 "Suzie Q - Creedence Clearwater Revival" | Evergreen Top 1000 "Suzie Q - Creedence Clearwater Revival" | Evergreen Top 1000 "Suzie Q - Creedence Clearwater Revival" | Evergreen Top 1000 "Suzie Q - Creedence Clearwater Revival" | Evergreen Top 1000 "Suzie Q - Creedence Clearwater Revival" | Evergreen Top 1000 "Suzie Q - Creedence Clearwater Revival" | Evergreen Top 1000 "Suzie Q - Creedence Clearwater Revival" | Evergreen Top 1000 "Suzie Q - Creedence Clearwater Revival" | Evergreen Top 1000 "Suzie Q - Creedence Clearwater Revival" | Evergreen Top 1000 "Suzie Q - Creedence Clearwater Revival" | Evergreen Top 1000 "Suzie Q - Creedence Clearwater Revival" | Evergreen Top 1000 "Suzie Q - Creedence Clearwater Revival" | Evergreen Top 1000 "Suzie Q - Creedence Clearwater Revival" | Evergreen Top 1000 "Suzie Q - Creedence Clearwater Revival" | Evergreen Top 1000 "Suzie Q - Creedence Clearwater Revival" | Evergreen Top 1000 "Suzie Q - Creedence Clearwater Revival" | Evergreen Top 1000 "Suzie Q - Creedence Clearwater Revival" |
| Jaar                                                        | 2008                                                        | 2009                                                        | 2010                                                        | 2011                                                        | 2012                                                        | 2013                                                        | 2014                                                        | 2015                                                        | 2016                                                        | 2017                                                        | 2018                                                        | 2019                                                        | 2020                                                        | 2021                                                        | 2022                                                        | 2023                                                        |
| ----------------------------------------------------------- | ----------------------------------------------------------- | ----------------------------------------------------------- | ----------------------------------------------------------- | ----------------------------------------------------------- | ----------------------------------------------------------- | ----------------------------------------------------------- | ----------------------------------------------------------- | ----------------------------------------------------------- | ----------------------------------------------------------- | ----------------------------------------------------------- | ----------------------------------------------------------- | ----------------------------------------------------------- | ----------------------------------------------------------- | ----------------------------------------------------------- | ----------------------------------------------------------- | ----------------------------------------------------------- |
| Positie                                                     | -                                                           | -                                                           | -                                                           | -                                                           | -                                                           | -                                                           | -                                                           | -                                                           | -                                                           | -                                                           | 668                                                         | 489                                                         | 414                                                         | 304                                                         | 274                                                         | 381                                                         |